# Défilé du Jour de la République à New Delhi

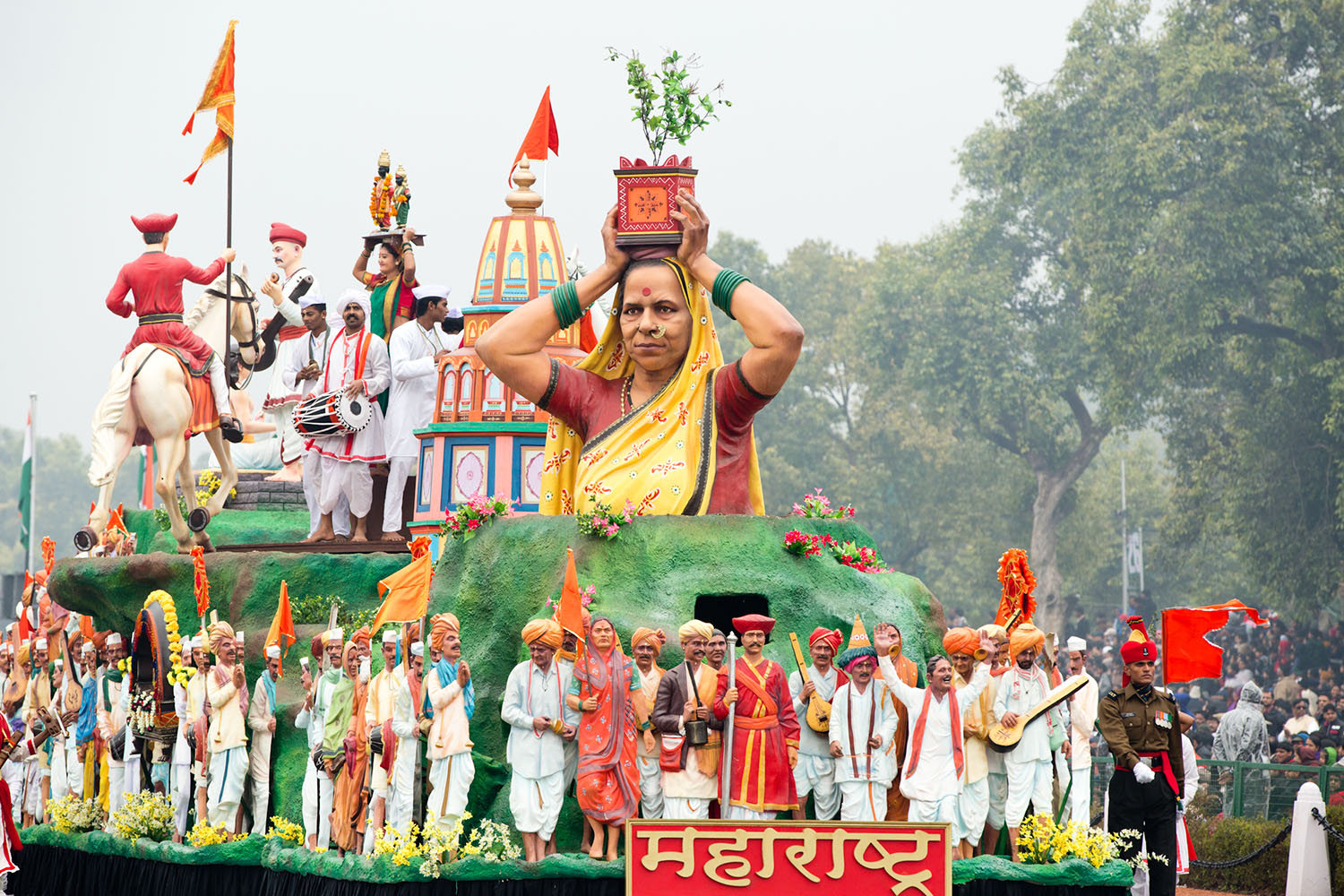
Un char représentant l'État du Maharashtra lors du défilé du Jour de la République 2015.

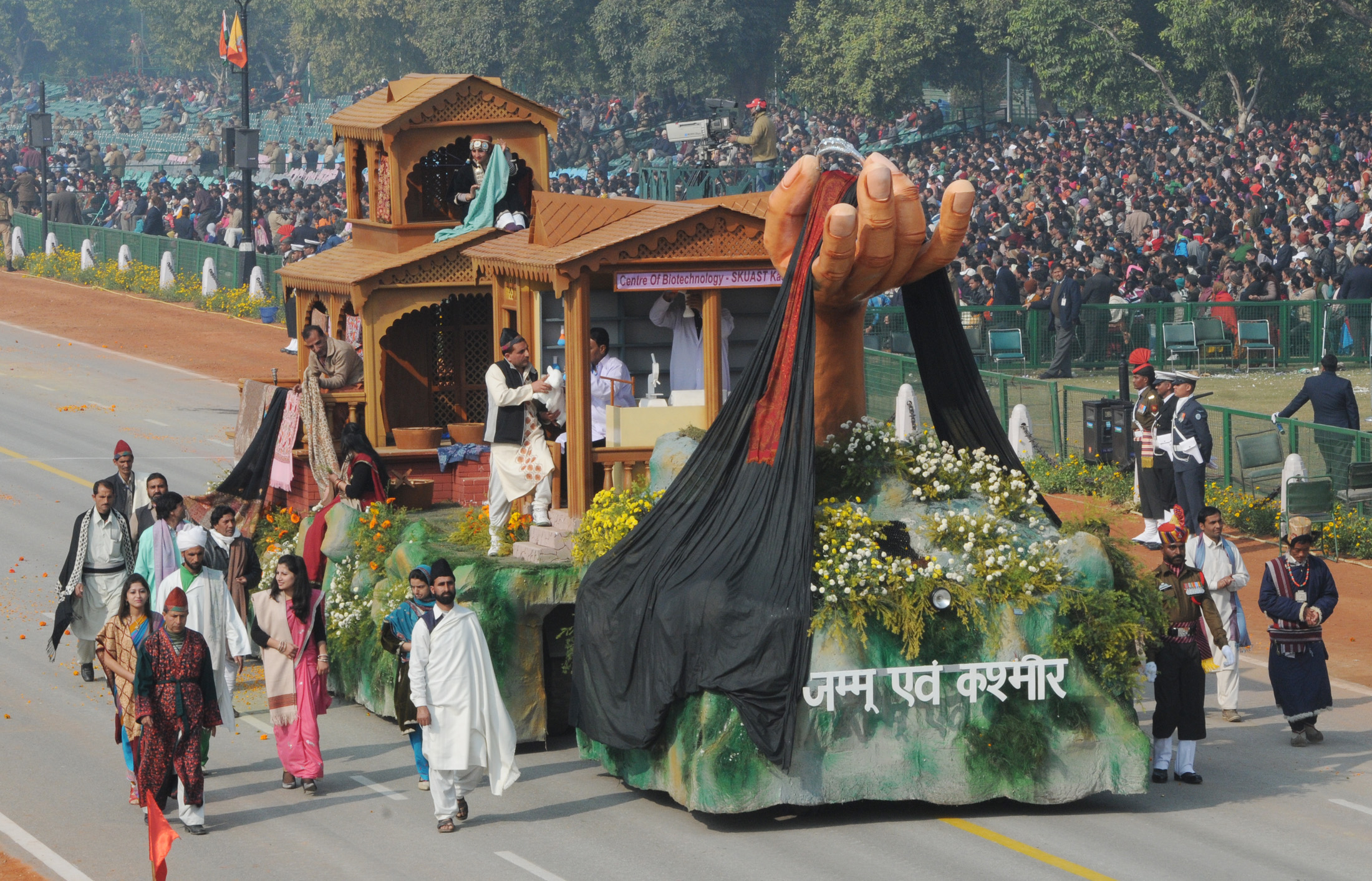
Le tableau du Jammu-et-Cachemire sur le thème « Pashmina reliant la tradition et la technologie » en 2013. On voit, au centre du tableau, le laboratoire de biotechnologie du SKUAST et les chercheurs présentant la chèvre clonée Noori aux éleveurs de Changthangi.

Le défilé du Jour de la République à New Delhi est le plus grand et le plus important des défilés marquant les célébrations du Jour de la République en Inde. Le défilé a lieu chaque année le 26 janvier sur le Rajpath de la colline de Raisina à New Delhi. C'est l'attraction principale des célébrations du Jour de la République en Inde, qui durent 3 jours. Le défilé présente la capacité de défense de l'Inde et son héritage culturel et social.

## Déroulé du défilé
Pour souligner l’importance du Jour de la République, un grand défilé est organisé chaque année dans la capitale, New Delhi, depuis la Rashtrapati Bhavan (la résidence du président), le long du Rajpath, devant la Porte de l'Inde. Avant son entrée en fonction, le Premier ministre dépose une couronne de fleurs à l'Amar Jawan Jyoti (en), un mémorial dédié aux soldats tombés au combat à la Porte de l'Inde, à une extrémité du Rajpath, suivie de deux minutes de silence à leur mémoire. C'est un rappel solennel du sacrifice des martyrs morts pour le pays dans le mouvement pour la liberté et des guerres qui ont suivi pour la défense de la souveraineté de leur pays. Ensuite, le Premier ministre atteint l'estrade principale du Rajpath pour rejoindre d'autres dignitaires, puis le président arrive avec l'invité principal de l'occasion. Ils sont escortés à cheval par la garde du président (en).
Premièrement, le président déploie le drapeau national au fur et à mesure que l'hymne national est joué et un salut de 21 coups de canon est exécuté au moment où la garde présidentielle rend le salut national. Ensuite, le président remet des récompenses importantes telles que le Ashoka Chakra et le Kirti Chakra, avant que les régiments des forces armées ne commencent à défiler. Le président se présente pour remettre les médailles de la bravoure aux membres des forces armées pour leur courage exceptionnel sur le terrain, ainsi qu'aux civils, qui se sont distingués par leurs actes de bravoure dans différentes situations. Les enfants qui reçoivent le prix national de la bravoure (en) défilent devant les spectateurs à bord d'éléphants ou de véhicules aux couleurs vives.
Neuf à douze régiments différents de l'armée indienne, en plus de la marine, et de l'armée de l'air et de leurs troupes défilent dans toutes leurs parures et décorations officielles. Le Président de l'Inde, qui est le commandant en chef des Forces armées indiennes, prend le salut. Douze contingents de diverses forces paramilitaires de l'Inde et d'autres forces civiles participent également à ce défilé. L'un des éléments uniques de la parade est le contingent des forces de sécurité de la frontière montées à dos de chameau, qui est la seule force militaire montée à dos de chameau au monde. Les meilleurs cadets (en), sélectionnés dans toutes les régions du pays, considèrent comme un honneur de participer à cet événement, tout comme les écoliers de différentes écoles de la capitale. Ils passent de nombreux jours à se préparer pour l’événement et aucune dépense n’est ménagée pour veiller à ce que chaque détail soit pris en charge, de leur entraînement pour les exercices aux accessoires essentiels et leurs uniformes. 22 à 30 chars présentant la culture des différents États et territoires syndicaux de l’Inde, dont des chars des ministères des syndicats et des entreprises d’État, participent à la grande parade qui est diffusée à l’échelle nationale à la télévision et à la radio. Ces spectacles décrivent des scènes d’activités de personnes se trouvant dans ces États, accompagnées de la musique et des chansons de cet État. Chaque spectacle met en valeur la diversité et la richesse de la culture indienne et l’ensemble du spectacle donne un air de fête. Environ 1 200 écoliers présentent des danses culturelles dans le cadre du défilé. Le Jour de la République 2016 a marqué le retour de la troupe de chiens du K-9 à la parade 26 ans plus tard.
Le défilé se termine traditionnellement par un défilé des motards des unités motorisées des Forces armées et des services de sécurité civile, puis un défilé aérien (en) par des jets et des hélicoptères de l'armée de l'air indienne portant le drapeau national et les drapeaux des trois services.
Chaque partie du pays est représentée dans le défilé, ce qui rend le défilé du Jour de la République très populaire. Une parade de répétition générale est également organisée le 23 janvier de chaque année pour faire le point sur l'état de préparation. Comprenant plus de 25 contingents à pied ou montés, divers véhicules militaires, 20 orchestres militaires, 30 tableaux culturels et 30 avions ainsi que des artistes de scène et 1 200 écoliers, le défilé du Jour de la République en Inde à New Delhi est l'un des défilés réguliers les plus spectaculaires au monde[réf. nécessaire].

Galerie
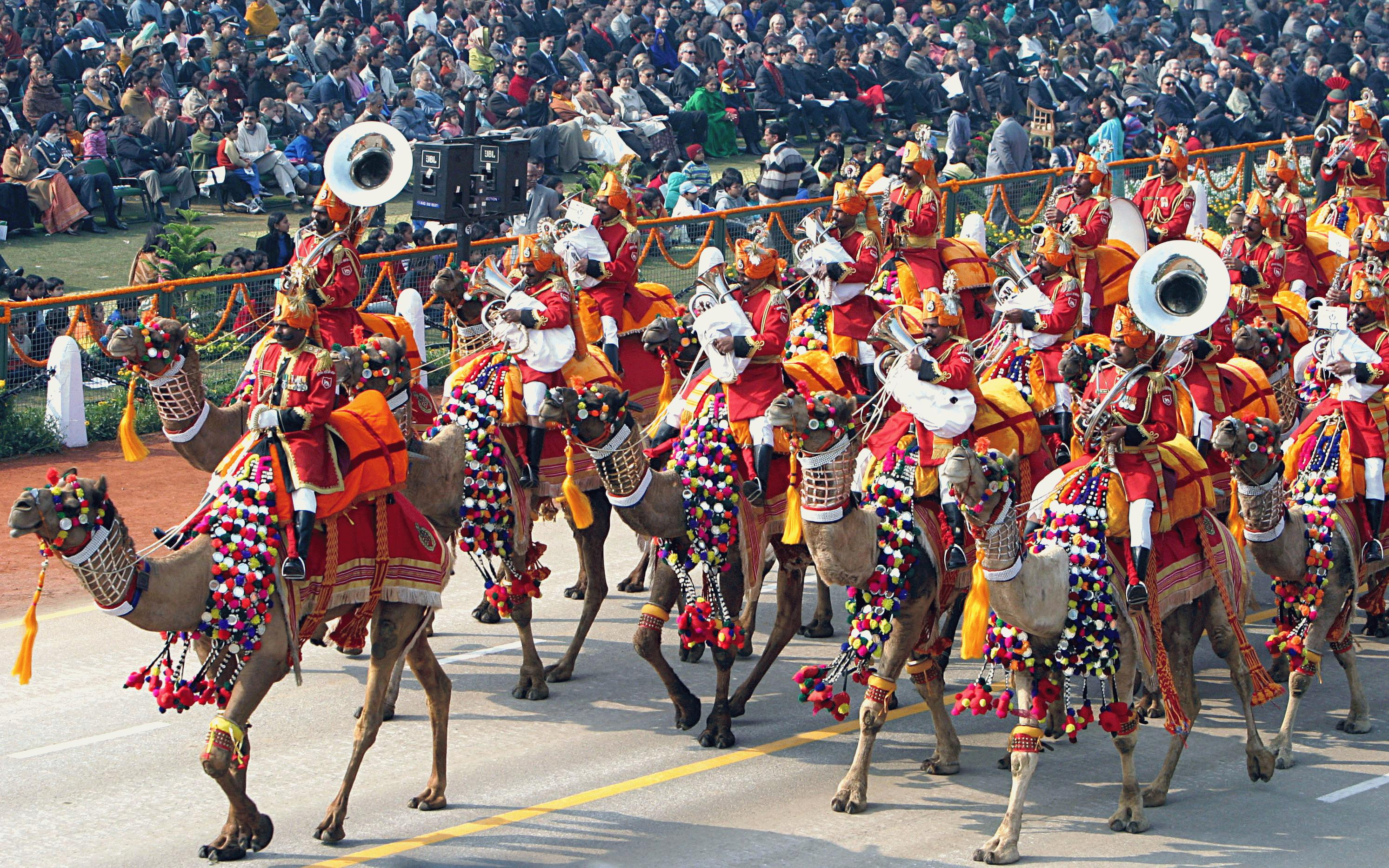
Brigade montée à dos de chameau (2004).
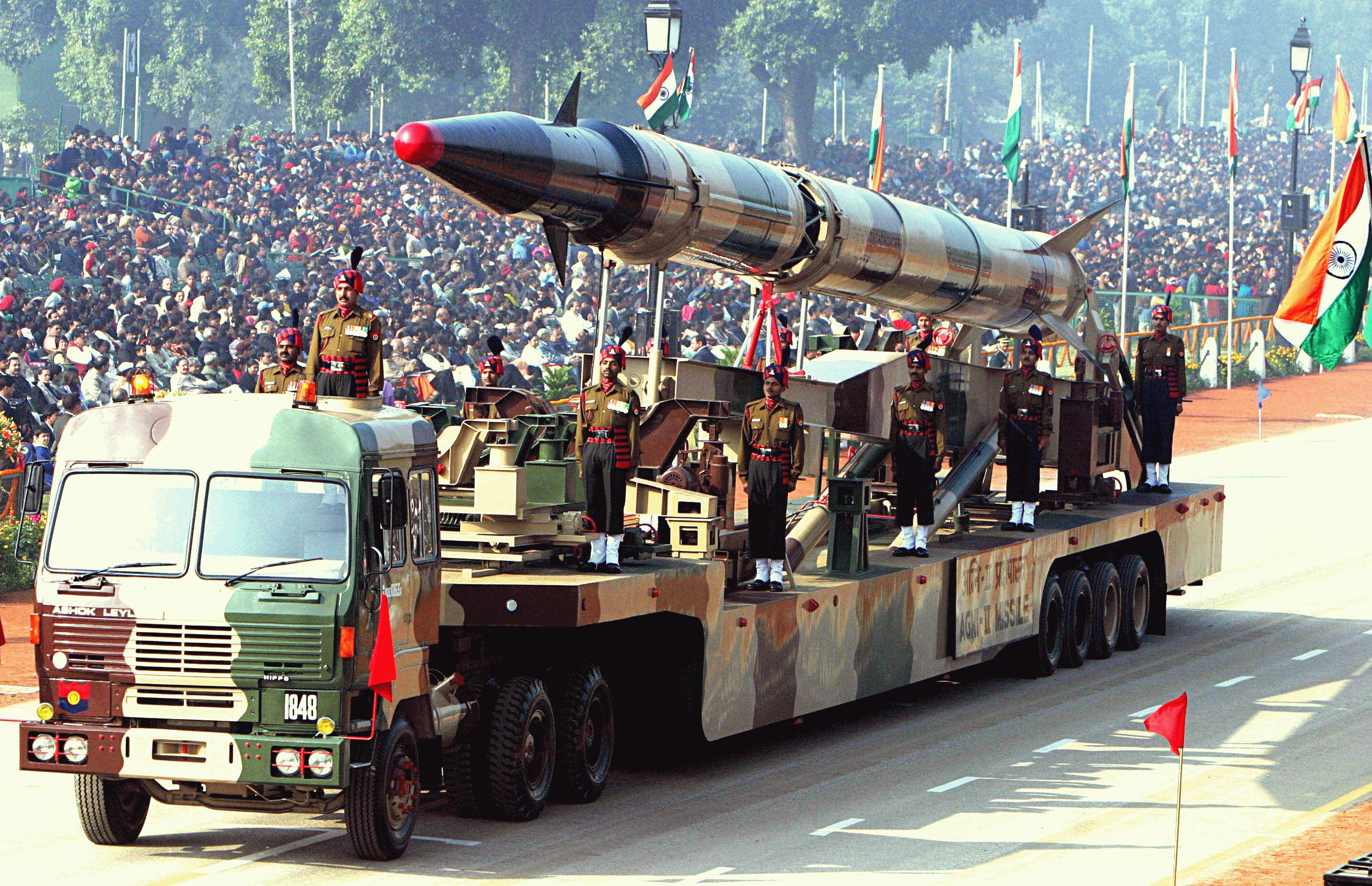
Missile Agni-II (2004).
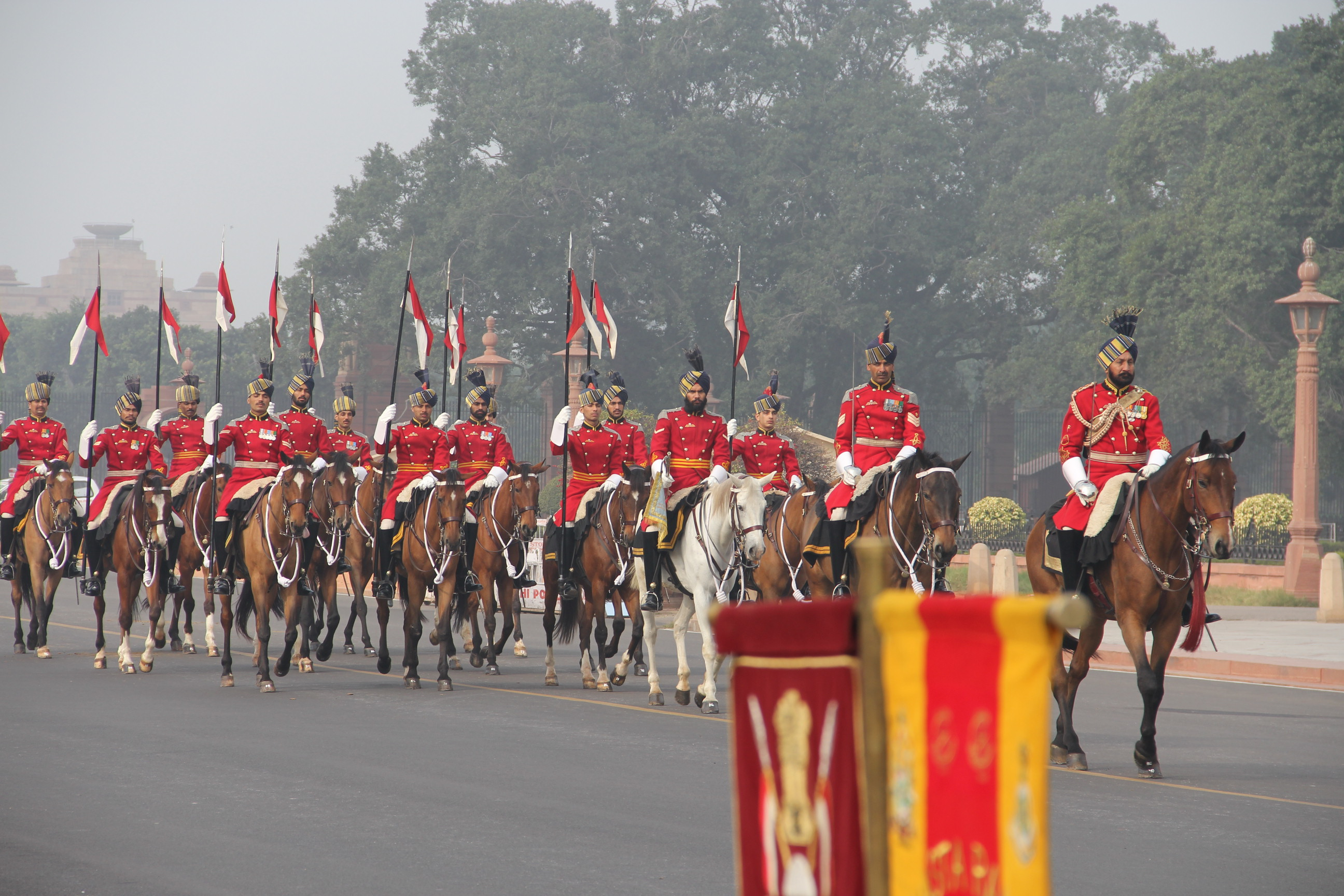
Garde présidentielle dans sa tenue d'hiver (2010).
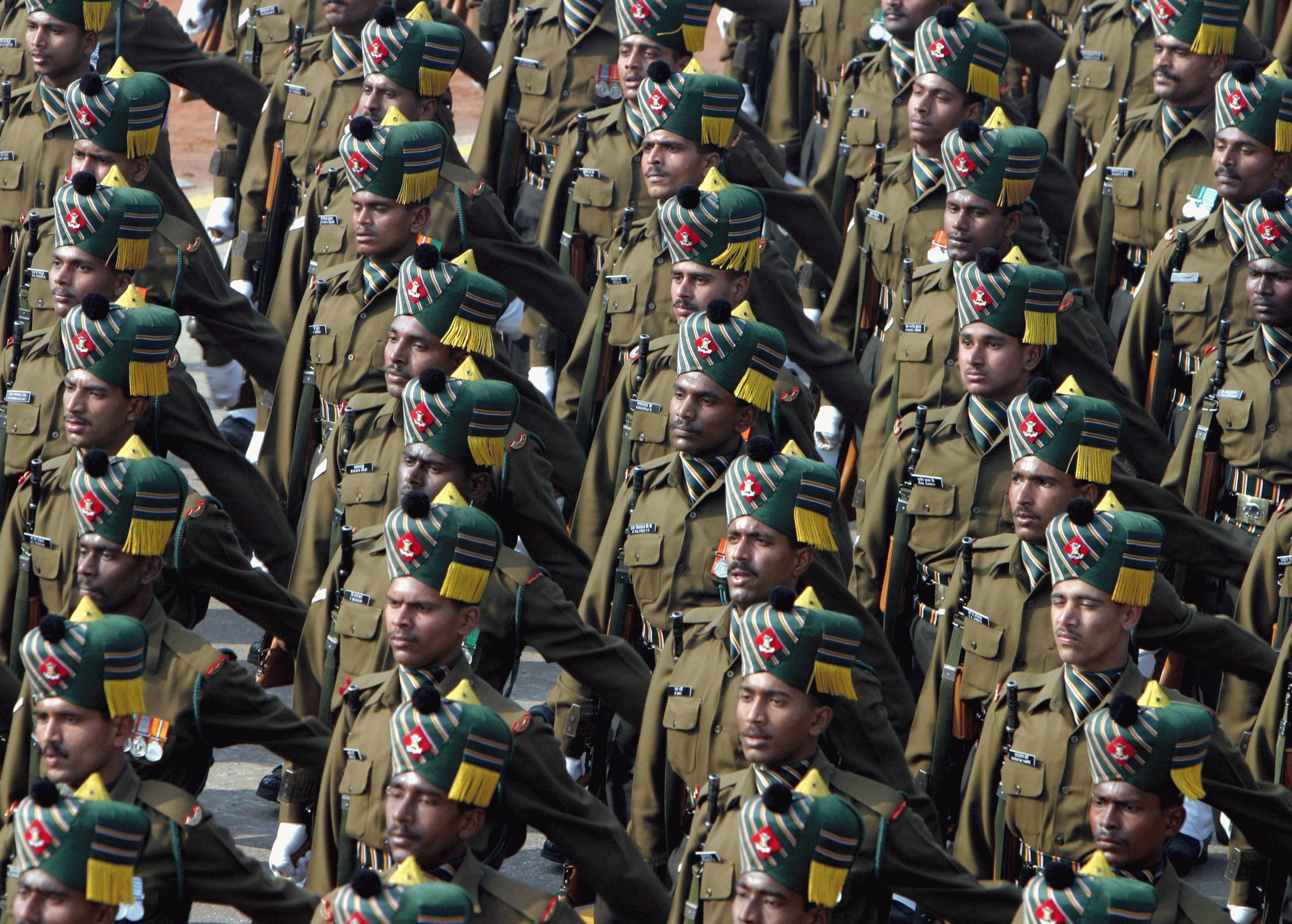
Régiment de Madras (en) : créé dans les années 1750, il le plus vieux régiment d'Inde (2013).

## Battue en retraite
La cérémonie de la battue en retraite (en) marque officiellement la fin des festivités de la fête de la République. Elle se déroule le soir du 29 janvier, le troisième jour après le Jour de la République. Elle est exécutée par la Tri-Services Band (en) (groupe des trois ailes de l'armée) : l'armée de terre, la marine et l'armée de l'air. Le lieu de rendez-vous est la place Vijay Chowk, flanquée des blocs nord et sud du Rashtrapati Bhavan (palais du président) vers la fin du Rajpath.
L'invité principal de la fonction est le président de l'Inde qui arrive accompagné du garde du corps présidentiel et d'une unité de cavalerie. Lorsque le président arrive, le commandant de la garde présidentielle demande à l'unité de faire le salut national, qui est suivi par l'hymne national indien Jana Gana Mana, exécuté par l'armée. Cette dernière a organisé la cérémonie avec les orchestres et les groupes militaires (tambours, fanfares et trompettistes de divers régiments de l'armée), qui jouent des airs populaires comme Abide with Me, l'hymne préféré de Mahatma Gandhi, et Sare Jahan se Accha (en), pour conclure,,.